# Татьяна Ґудерцо
Таня Ґудерцо (італ. Tania Guderzo; нар. 22 серпня 1984) — італійська велогонщиця, олімпійська медалістка. 26 вересня 2009 року виграла чемпіонат світу з шосейних перегонів в Мендрізіо, Швейцарія. На літніх Олімпійських іграх 2008 року виграла бронзову медаль у шосейних гонках.

## Виступи на Олімпіадах
| Олімпіада  | Дисципліна                         | Місце |
| ---------- | ---------------------------------- | ----- |
| Афіни 2004 | особиста шосейна гонка             | 26    |
| Афіни 2004 | шосейна гонка з роздільним стартом | 21    |
| Пекін 2008 | особиста шосейна гонка             | 3     |
| Пекін 2008 | шосейна гонка з роздільним стартом | 12    |